# NGC 7269
NGC 7269 ist eine Spiralgalaxie vom Hubble-Typ Sb mit ausgedehnten Sternentstehungsgebieten vom Hubble-Typ Sa im Sternbild Aquarius. Sie ist schätzungsweise 432 Millionen Lichtjahre von der Milchstraße entfernt.
Das Objekt wurde im Jahre 1886 von Francis Leavenworth entdeckt.